# Kaliforn
Kaliforn (Cf, łac. californium) – sztucznie wytworzony pierwiastek chemiczny z grupy aktynowców w układzie okresowym. Nazwa pochodzi od Kalifornii, nazwy jednego ze stanów USA. Otrzymali go Stanley Thompson, Kenneth Street Jr., Albert Ghiorso i Glenn T. Seaborg w 1950 r. w Berkeley w tymże stanie bombardując 242Cm cząstkami α o energii 35 MeV.

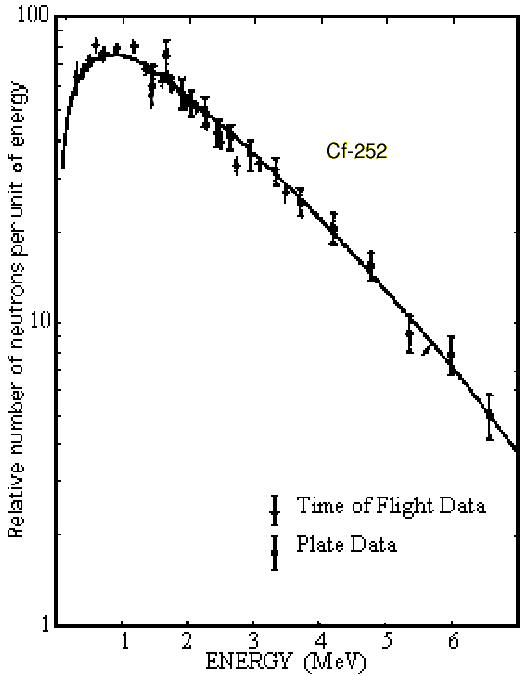
Widmo neutronów emitowanych przez ^{252}Cf

Kaliforn jest najdroższym znanym pierwiastkiem. W 1998 izotop 249Cf sprzedawano w cenie 180 USD za mikrogram, tj. 180 milionów USD za jeden gram. Izotop 252Cf wyceniano zaś na 56 USD/μg.

## Zastosowanie
252Cf jest silnym emiterem neutronów (170·109 neutronów na minutę na gram), wykorzystywanym w brachyterapii, przy inicjacji pracy reaktorów jądrowych, do wykrywania złota i srebra. Jest jednym izotopem kalifornu o znaczeniu komercyjnym i wskazywany jest jako jeden z izotopów, który mógłby zostać wykorzystany w celach terrorystycznych, jako broń radiologiczna. Stosuje się go również do prześwietlania części samolotów i reaktorów w celu wykrycia ich usterek, także do szukania przemycanych narkotyków.
251Cf ma masę krytyczną ok. 9 kg i potencjalnie może mieć zastosowanie militarne. 